# Pavetta muiriana
Espèce
Statut de conservation UICN

 EN B2ab(iii) : En danger
Pavetta muiriana S.D. Manning est une espèce de plantes de la famille des Rubiaceae et du genre Pavetta, selon la classification phylogénétique. Endémique du Cameroun, elle est en danger critique.

## Étymologie
Son épithète spécifique muiriana rend hommage à William Muir, ancien professeur du Carleton College, Northfield, Minnesota, États-Unis et son épouse, Elizabeth Muir.

## Description
C'est un arbuste connu dans seulement trois emplacements autour des Monts Bakossi et du lac Barombi Mbo. Cette espèce est menacée par le dégagement de la forêt de cratère de Barombi Mbo. 